# Самукава
Самукава (яп. 寒川町 Самукава-мати) — посёлок в Японии, находящийся в уезде Кодза префектуры Канагава. Площадь посёлка составляет 13,42 км², население — 47 504 человека (1 августа 2014), плотность населения — 3539,79 чел./км².

## Географическое положение
Посёлок расположен на острове Хонсю в префектуре Канагава региона Канто. С ним граничат города Тигасаки, Фудзисава, Эбина, Ацуги, Хирацука.

## Население
Население посёлка составляет 47 504 человека (1 августа 2014), а плотность — 3539,79 чел./км². Изменение численности населения с 1980 по 2005 годы:
| 1980 | 36 417 чел. |  |
| 1985 | 40 141 чел. |  |
| 1990 | 44 532 чел. |  |
| 1995 | 47 438 чел. |  |
| 2000 | 46 369 чел. |  |
| 2005 | 47 457 чел. |  |

## Символика
Деревом посёлка считается османтус, цветком — нарцисс, птицей — большая белая цапля.